# شلل (مفهوم)

## شلل

### تعريف

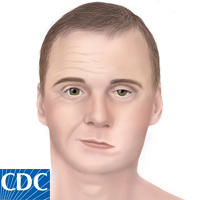
شلل بيل وهو شلل العصب الوجهي ويكون على جانب واحد من الوجه

شلل هو مصطلح طبي يشير إلى أنواع مختلفة من الشلل، غالبًا ما يكون مصحوبًا بالضعف وفقدان الإحساس وحركات الجسم غير المنضبطة مثل الاهتزاز والإرتعاش. على الرغم من أن المصطلح مرتبط تاريخيًا بالشلل بشكل عام، «يستخدم الآن تقريبًا فيما يتعلق بالدماغ» لأنه يحدث بشكل عام عندما يحصل خللٌ ما في توصيل الرسائل بين الدماغ والعضلات. وهو فقدان وظيفة العضلات في جزءٍ ما من الجسم. يمكن أن يكون الشلل كليًّا أو جزئيًا، وقد يحصل في أحد جانبي الجسم أو في كليهما، ويمكن أن يحدث أيضًا في منطقة واحدة فقط، أو قد يكون واسع الانتشار.

### أنواع
تشمل أنواع الشلل ما يلي:
- شلل بيل (شلل العصب الوجهي)، شلل جزئي في الوجه.[3]
- شلل بصلي (ضعف الأعصاب القحفية)، يكون مترافق مع ضمور عضلي متقدم.

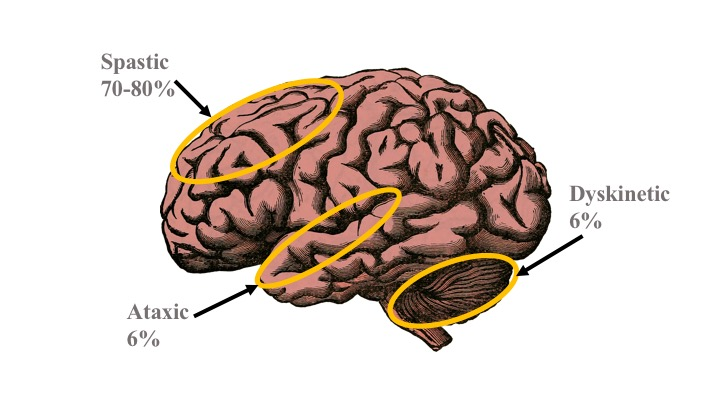
أنواع الشلل الدماغي

- شلل دماغي، اضطراب عصبي ناتج عن آفات داخل الجمجمة.[2]
- شلل حملقة مترافق، وهو اضطراب يؤثر على القدرة في تحريك العينين.

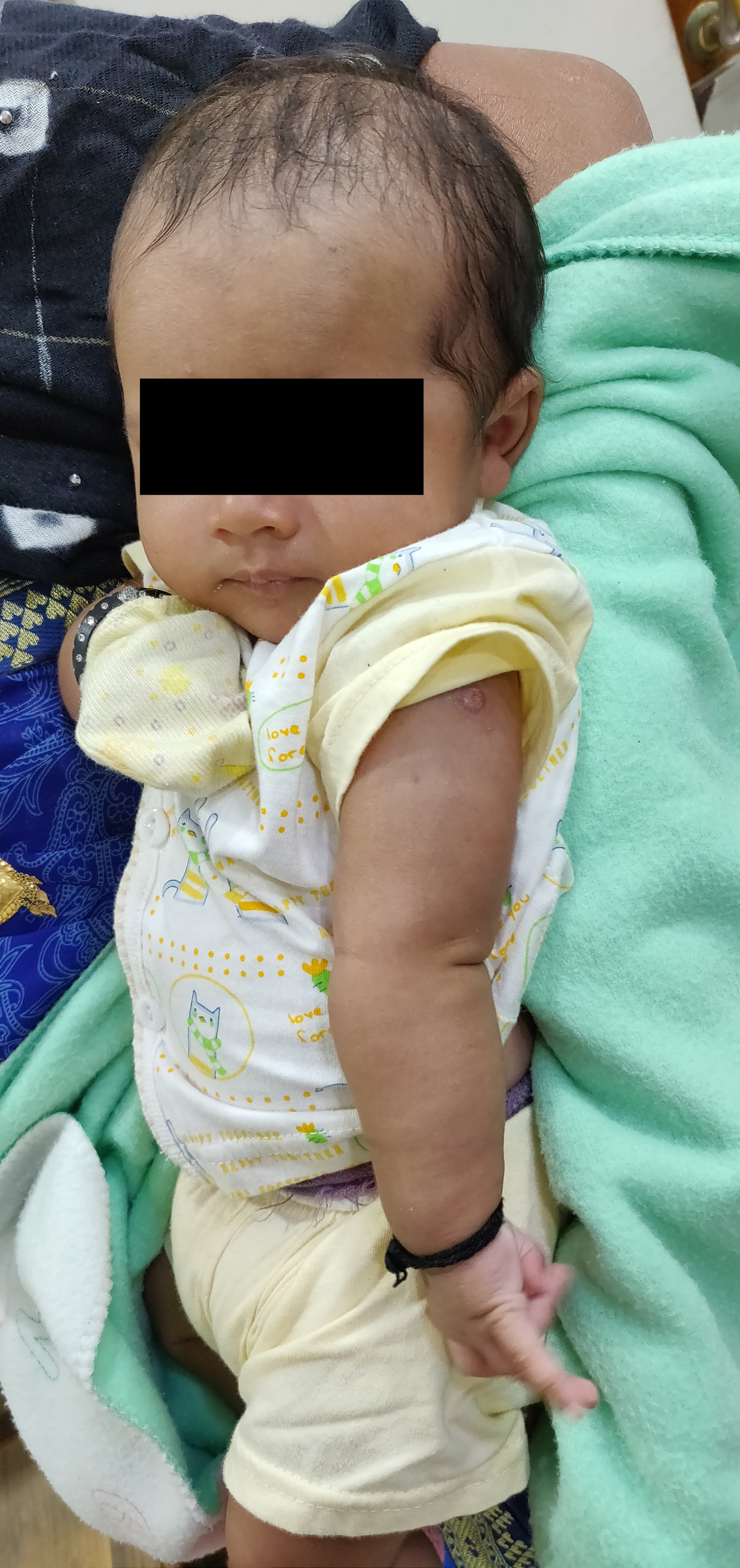
شلل إرب هو شلل عصبي يحدث في الجزء العلوي من الضفيرة العضدية

- شلل إرب، المعروف أيضًا باسم الشلل العضدي، والذي يتضمن شللًا في الذراع.[2]
- ضمور العضلات الشوكي، يظهر على شكل ضمور عضلات الأطراف مع ارتخاء شديد في العضلات.
- شلل فوق النووي التقدمي (المترقي)، مرض تنكسي.

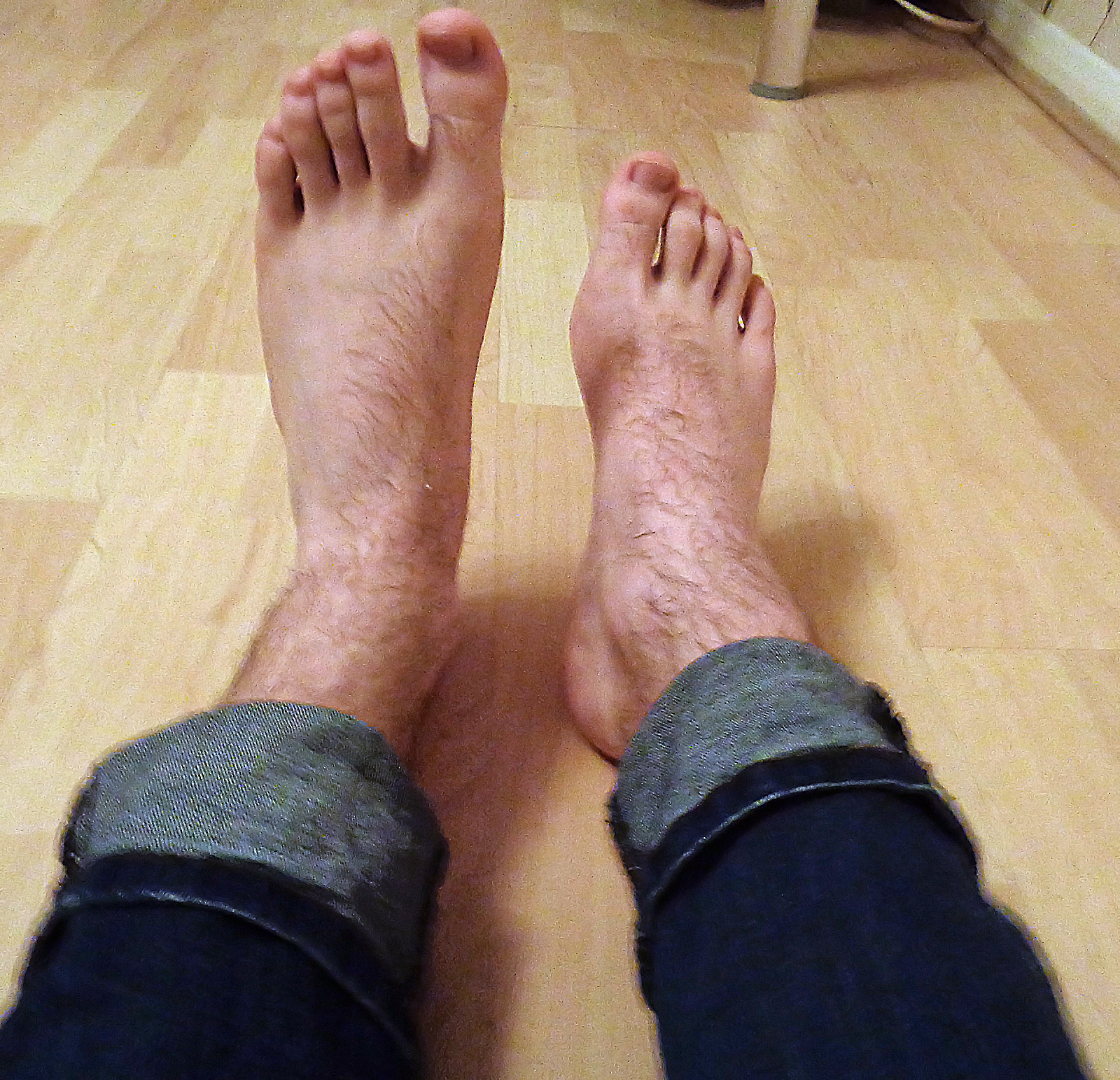
تدلي القدم بسبب ضعف العصب الشظوي

- شلل العصب الشظوي الثنائي، ضعف في العضلات التي ترفع القدم وهي حالة تسمى تدلي القدم.
- شلل العصب القحفي الثالث (العصب المحرك للعين).